# Acmaeodera nelsoni
Acmaeodera nelsoni  (лат.) — вид жуков-златок рода Acmaeodera из подсемейства Polycestinae (Acmaeoderini). Распространён в Новом Свете. Кормовым растением имаго являются: Ceanothus crassifolius, C. cuneatus, Lotus sp., Cercocarpus betuloides, Adenostoma fasciculatum, Quercus dumosa, Photinia arbutifolia (Barr 1972:176), а у личинок — неизвестны.
Вид был впервые описан в 1972 году американским колеоптерологом Уильямом Барром (William F. Barr, University of Idaho, Moscow, США).